# Ewine van Dishoeck

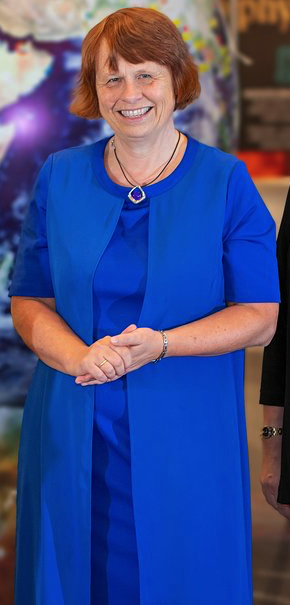
Ewine van Dishoeck

Ewine Fleur van Dishoeck (* 13. Juni 1955 in Leiden) ist eine niederländische Astronomin und Chemikerin, die sich mit chemischen Prozessen in interstellaren Staub- und Gaswolken und Stern- und Planetenbildung aus Staubwolken befasst. Sie ist Professorin am Observatorium der Universität Leiden.

## Leben
Van Dishoeck studierte Chemie und Mathematik an der Universität Leiden (Bachelor-Abschlüsse in Mathematik und Chemie)  mit dem Diplom in Chemie 1980 und der Promotion 1984 bei Harm Jan Habing mit dem Thema Photodissociation and excitation of interstellar molecules. Als Post-Doktorandin war sie Junior Fellow an der Harvard University und am Institute for Advanced Study sowie 1987/88 Gastprofessorin an der Princeton University. 1988 bis 1990 war sie Assistant Professor für Kosmochemie am Caltech. Danach kehrte sie in die Niederlande zurück, um als Dozentin und ab 1995 als Professorin für molekulare Astrophysik in Leiden zu arbeiten. Sie war dort Direktorin des Raymond & Beverly Sackler Laboratory for Astrophysics.
2000 war sie Miller Forschungsprofessorin in Berkeley. Am Max-Planck-Institut für extraterrestrische Physik ist sie seit 2007 Auswärtiges Wissenschaftliches Mitglied. Außerdem übernahm sie die wissenschaftliche Leitung der niederländischen Research School für Astronomie (NOVA).
Sie kombiniert theoretische chemische Untersuchungen und Modellierungen mit Laborexperimenten und Abgleich mit astronomischen Daten.
1993 erhielt sie den Maria Goeppert-Mayer Award der  American Physical Society (APS), 1994 die Goldmedaille der niederländischen chemischen Gesellschaft, 2001 den Bourke Award der Royal Society of Chemistry und 2000 den Spinoza-Preis. 2006 wurde der Asteroid (10971) van Dishoeck nach ihr benannt. Sie ist Mitglied der Königlichen Niederländischen Akademie der Wissenschaften, die sie 2012 als Akademieprofessorin auszeichnete, sowie Mitglied der National Academy of Sciences, der American Academy of Arts and Sciences und der American Philosophical Society. Im Jahr 2013 wurde Ewine van Dishoeck zum Mitglied der Deutschen Akademie der Naturforscher Leopoldina gewählt. 2019 wurde sie auswärtiges Mitglied der Russischen Akademie der Wissenschaften. Für 2015 wurde ihr der Albert Einstein World Award of Science zugesprochen, für 2018 die James Craig Watson Medal und der Kavli-Preis für Astrophysik. Letzterer wurde ihr am 4. September 2018 überreicht. Sie ist Trägerin der Karl-Schwarzschild-Medaille 2019 und des Jules-Janssen-Preis 2020.  Papst Franziskus ernannte sie 2021 zum ordentlichen Mitglied der Päpstlichen Akademie der Wissenschaften.
Ihr Ehemann, der niederländische Astronom Tim de Zeeuw, leitete als Generaldirektor von 2007 bis 2017 die Europäische Südsternwarte.

## Schriften
- Herausgeber mit D.J. Jansen, M.R. Hogerheijde: Molecules in Astrophysics: Probes and Processes, Leiden Observatory Press 1996
- Herausgeber: Molecules in Astrophysics: Probes and Processes, Kluwer 1997
- Herausgeber mit Young C. Minh: Astrochemistry: from molecular clouds to planetary systems, Proc. IAU Symp., 2000